# Liste des tournées d'Amel Bent
 (août 2020).
Si vous disposez d'ouvrages ou d'articles de référence ou si vous connaissez des sites web de qualité traitant du thème abordé ici, merci de compléter l'article en donnant les références utiles à sa vérifiabilité et en les liant à la section « Notes et références ».
La chanteuse française Amel Bent compte six tournées en tête d'affiche : Amel Bent Tour, Tour 2008, Tour 2010, InstincTour, L'Autre Tour et Vivante Tour.

## Amel Bent Tour (2005 - 2006)
Tournées par Amel Bent
Tour 2008
(2008 - 2009)

### Dates[1]
| date-             | Ville                 | Pays     | Lieu                         |
| ----------------- | --------------------- | -------- | ---------------------------- |
| 2 novembre 2005   | Liège                 | Belgique | Forum                        |
| 3 novembre 2005   | Lille                 | France   | Théâtre Sebastopol           |
| 5 novembre 2005   | Amiens                | France   | Auditorium Megacité          |
| 8 novembre 2005   | L'Union               | France   | La Grande Halle              |
| 9 novembre 2005   | Bordeaux              | France   | Théâtre Femina               |
| 12 novembre 2005  | Paris                 | France   | La Cigale                    |
| 15 novembre 2005  | Angers                | France   | Centre des Congrès           |
| 16 novembre 2005  | Clermont-Ferrand      | France   | Maison des Congrès           |
| 19 novembre 2005  | Saint-Étienne         | France   | Palais des Spectacles        |
| 22 novembre 2005  | Nancy                 | France   | Salle Poirel                 |
| 25 novembre 2005  | Tours                 | France   | Auditorium Pierre de Ronsard |
| 26 novembre 2005  | Nantes                | France   | Cité des Congrès             |
| 29 novembre 2005  | Rennes                | France   | Le Liberté                   |
| 1er décembre 2005 | Lyon                  | France   | Bourse du Travail            |
| 2 décembre 2005   | Marseille             | France   | Palais des Congrès           |
| 24 mars 2006      | Casablanca            | Maroc    | Mégarama                     |
| 28 mars 2006      | Paris                 | France   | Olympia                      |
| 29 mars 2006      | Bruxelles             | Belgique | Cirque Royal De Bruxelles    |
| 1er avril 2006    | Pornic                | France   | Complexe Val St Martin       |
| 6 avril 2006      | Le Thor               | France   | Auditorium Jean Moulin       |
| 7 avril 2006      | Perpignan             | France   | Palais Des Congrès           |
| 11 mai 2006       | Bruxelles             | Belgique | Cirque Royal De Bruxelles    |
| 16 mai 2006       | Nantes                | France   | Ile Gloriette                |
| 19 mai 2006       | Amiens                | France   | Parc De La Hotoie            |
| 23 mai 2006       | Pau                   | France   | Plein Air                    |
| 30 mai 2006       | Clermont-Ferrand      | France   | Place De La Victoire         |
| 1er juin 2006     | Toulouse              | France   | Zenith De Toulouse           |
| 2 juin 2006       | Marseille             | France   | Stade Velodrome              |
| 6 juin 2006       | Grenoble              | France   | Parc Paul Mistral            |
| 8 juin 2006       | Besançon              | France   | Centre Ville                 |
| 10 juin 2006      | Montereau Fault Yonne | France   | Parc Des Noues               |
| 11 juillet 2006   | Dour                  | Belgique | Plaine De La Machine A Feu   |
| 15 juillet 2006   | Saint Martin de Crau  | France   | Etang Des Aulnes             |
| 16 juillet 2006   | Nice                  | France   | Theatre De Verdure           |
| 28 juillet 2006   | Pont-Saint-Esprit     | France   | Stade Municipal              |

## Tour 2008 (2008 - 2009)
Tournées par Amel Bent
Amel Bent Tour
(2005 - 2006) Où je vais Tour
(2010)

### Dates[3],[4]
| Date              | Ville                     | Pays     | Lieu                             |
| ----------------- | ------------------------- | -------- | -------------------------------- |
| 5 avril 2008      | Bordeaux                  | France   | Rock School Barbey               |
| 8 avril 2008      | Ramonville                | France   | Le Bikini                        |
| 9 avril 2008      | Montpellier               | France   | Le Rockstore                     |
| 10 avril 2008     | Marseille                 | France   | Le Moulin                        |
| 16 avril 2008     | Albert                    | France   | Theatre Du Jeu De Paume          |
| 17 avril 2008     | Forges-les-Eaux           | France   | Espace                           |
| 19 avril 2008     | Vernouillet               | France   | La Scène                         |
| 25 avril 2008     | Lille                     | France   | Splendid                         |
| 26 avril 2008     | Caen                      | France   | Le Cargo                         |
| 1er mai 2008      | Bruxelles                 | Belgique | Ancienne Belgique                |
| 6 mai 2008        | Paris                     | France   | Bataclan                         |
| 7 mai 2008        | Paris                     | France   | Bataclan                         |
| 9 mai 2008        | Lyon                      | France   | Transbordeur                     |
| 16 mai 2008       | Lausanne                  | Suisse   | Les Docks                        |
| 17 mai 2008       | Hoerdt                    | France   | Hippodrome                       |
| 28 mai 2008       | Nantes                    | France   | Stereolux                        |
| 29 mai 2008       | Paris                     | France   | La Cigale                        |
| 31 mai 2008       | Bellerive-sur-Allier      | France   | Hippodrome                       |
| 6 juin 2008       | Ravine Saint-Leu          | France   | Plein Air                        |
| 14 juin 2008      | Saint-Jean-de-la-Ruelle   | France   | Plein Air                        |
| 27 juin 2008      | Argelès-sur-Mer           | France   | Allee Des Pins                   |
| 19 juillet 2008   | Châteauneuf-les-Martigues | France   | Parc Francois Mitterrand         |
| 14 juillet 2008   | Paris                     | France   | Champ De Mars                    |
| 19 juillet 2008   | Le Plan-de-la-Tour        | France   | Theatre Aux Etoiles              |
| 27 juillet 2008   | Vic-sur-Cère              | France   | Salle Polyvalente                |
| 15 août 2008      | Arras                     | France   | Base De Loisirs Grandes Prairies |
| 16 août 2008      | Avenches                  | Suisse   | Arènes Romaines                  |
| 27 septembre 2008 | Meaux                     | France   | Complexe Georges Tauziet         |
| 9 octobre 2008    | Saint-Julien-lès-Metz     | France   | Cotton Club                      |
| 6 novembre 2008   | Equeurdreville            | France   | Espace Cultures Agora            |
| 7 novembre 2008   | Châteaudun                | France   | Espace Andre Malraux             |
| 8 novembre 2008   | Tremblay-en-France        | France   | Theatre Louis Aragon             |
| 4 décembre 2008   | Chauny                    | France   | Le Forum Centre Culturel         |
| 5 décembre 2008   | Péronne                   | France   | Espace Mac Orlan                 |
| 6 décembre 2008   | Bruay La Buissière        | France   | Centre Culturel Grossemy         |
| 11 décembre 2008  | Troyes                    | France   | Theatre De Champagne             |
| 17 décembre 2008  | Épinal                    | France   | Centre Des Congrès               |
| 31 janvier 2009   | Beaumont-sur-Oise         | France   | Salle Leo Lagrange               |
| 7 février 2009    | Mérignac                  | France   | Le Pin Galant                    |
| 20 février 2009   | Lens                      | France   | Le Colisee Theatre Municipal     |
| 21 février 2009   | Denain                    | France   | Théâtre Municipal                |
| 27 février 2009   | Le Chambon-Feugerolles    | France   | Salle De La Forge                |
| 28 février 2009   | Montelimar                | France   | Espace Mistral                   |
| 6 mars 2009       | Maisons Alfort            | France   | Theatre Claude Debussy           |
| 7 mars 2009       | Rive-de-Gier              | France   | Salle Jean Daste                 |
| 13 mars 2009      | Monthou-sur-Bièvre        | France   | Espace Beauregard                |
| 14 mars 2009      | Garges-lès-Gonesse        | France   | Espace Lino Ventura              |
| 21 mars 2009      | Avesnes-sur-Helpe         | France   | Salle Des Fetes                  |
| 22 mars 2009      | Villeneuve La Garenne     | France   | Salle Des Fêtes                  |

## Tour 2010 (2010)
Tournées par Amel Bent
Tour 2008
(2008 - 2009) InstincTour 
(2013 - 2014)

### Dates[5]
| Date              | Ville                  | Pays     | Lieu                              |
| ----------------- | ---------------------- | -------- | --------------------------------- |
| 16 avril 2010     | Marseille              | France   | Espace Julien                     |
| 17 avril 2010     | Montpellier            | France   | Le Rockstore                      |
| 23 avril 2010     | Lausanne               | Suisse   | Les Docks                         |
| 24 avril 2010     | Lyon                   | France   | Transbordeur                      |
| 29 avril 2010     | Lille                  | France   | Splendid                          |
| 30 avril 2010     | Bruxelles              | Belgique | Ancienne Belgique                 |
| 4 mai 2010        | Paris                  | France   | Olympia Bruno Coquatrix           |
| 7 mai 2010        | Nantes                 | France   | Chapiteau                         |
| 28 mai 2010       | Anzin                  | France   | Theatre D'anzin                   |
| 19 juin 2010      | Bondy                  | France   | Stade Leo Lagrange                |
| 25 juin 2010      | Tarare                 | France   | Salle Joseph Triomphe             |
| 13 juillet 2010   | Roubaix                | France   | Vélodrome                         |
| 25 juillet 2010   | Bagnols-sur-Cèze       | France   | Theatre De Verdure Du Mont Cotton |
| 18 août 2010      | Chateauroux            | France   | Chapiteau                         |
| 27 août 2010      | Chalons en Champagne   | France   | Salon des Expositions             |
| 17 octobre 2010   | Abbeville              | France   | Theatre Municipal                 |
| 29 octobre 2010   | Gueugnon               | France   | Foyer Municipal                   |
| 30 octobre 2010   | Le Thor                | France   | Auditorium Jean Moulin            |
| 5 novembre 2010   | Gap                    | France   | Le Quattro                        |
| 6 novembre 2010   | Saint-Loubès           | France   | La Coupole                        |
| 12 novembre 2010  | Saint-Cyr-sur-Loire    | France   | L'escale                          |
| 13 novembre 2010  | Hérouville-Saint-Clair | France   | Big Band Cafe                     |
| 18 novembre 2010  | Nancy                  | France   | L’autre canal                     |
| 19 novembre 2010  | Sarcelles              | France   | Salle Andre Malraux               |
| 26 novembre 2010  | Lyon                   | France   | Bourse Du Travail                 |
| 27 novembre 2010  | Istres                 | France   | L’usine                           |
| 1er décembre 2010 | Lille                  | France   | Aéronef                           |
| 2 décembre 2010   | Dunkerque              | France   | Kursaal / Palais Des Congres      |
| 5 décembre 2010   | Montpellier            | France   | Zénith Sud                        |
| 9 décembre 2010   | Biarritz               | France   | Gare du Midi                      |
| 11 décembre 2010  | Meyzieu                | France   | Salle Jean Poperen                |
| 12 décembre 2010  | Clermont-Ferrand       | France   | La Cooperative De Mai             |
| 18 décembre 2010  | Paris                  | France   | Zenith De Paris La Villette       |

## InstincTour (2013 - 2014)
Tournées par Amel Bent
Où je vais Tour (2010) L’Autre Tour
(2019 - 2020)

### Description
En 2013, la chanteuse lance l’InstincTour afin de promouvoir son album Instinct sur soixante dates. En octobre 2014, elle signe un partenariat avec les casinos Barrière pour une prolongation de quinze dates au sein de leur salle de spectacle reparti au quatre coins de la France.

### Dates[7]
| 7 novembre 2013   | Forges-les-Eaux         | France   | Espace Beauchet               |
| 9 novembre 2013   | Liège                   | Belgique | Forum                         |
| 12 novembre 2013  | Abbeville               | France   | Théâtre                       |
| 16 novembre 2013  | Paris                   | France   | L'Olympia                     |
| 17 novembre 2013  | Paris                   | France   | L'Olympia                     |
| 22 novembre 2013  | Bruxelles               | Belgique | Cirque Royal                  |
| 23 novembre 2013  | Lille                   | France   | Theatre Sebastopol            |
| 28 novembre 2013  | Villeurbanne            | France   | Le Transbordeur               |
| 29 novembre 2013  | La Grande Motte         | France   | Le Pasino                     |
| 5 décembre 2013   | Puteaux                 | France   | Théâtre Des Hauts De Seine    |
| 6 décembre 2013   | Nantes                  | France   | Auditorium - Cité des Congrès |
| 7 décembre 2013   | Angers                  | France   | Centre des Congrès            |
| 20 décembre 2013  | Lausanne                | Suisse   | Métropole                     |
| 11 janvier 2014   | Dole                    | France   | La Commanderie                |
| 31 janvier 2014   | Talence                 | France   | La Commanderie                |
| 1er février 2014  | Carcassonne             | France   | Théâtre Municipal Jean Alary  |
| 2 février 2014    | Ramonville              | France   | Le Bikini                     |
| 4 février 2014    | Saint Quentin           | France   | Le Splendid                   |
| 5 février 2014    | Amiens                  | France   | Agora                         |
| 9 février 2014    | Longjumeau              | France   | Théâtre de Longjumeau         |
| 13 février 2014   | Aubervilliers           | France   | L’embarcadère                 |
| 14 février 2014   | Yerres                  | France   | CEC de Yerres                 |
| 18 février 2014   | Bourg-les-Valence       | France   | Théâtre Le Rhône              |
| 19 février 2014   | Marseille               | France   | Le Silo                       |
| 25 février 2014   | Nancy                   | France   | L'Autre Canal                 |
| 26 février 2014   | Sausheim                | France   | Eden                          |
| 28 février 2014   | Drancy                  | France   | Espace Culturel               |
| 4 mars 2014       | Saint-Amand-les-Eaux    | France   | Le Pasino                     |
| 5 mars 2014       | Clichy                  | France   | Théâtre Rutebeuf              |
| 7 mars 2014       | Lisieux                 | France   | Parc des Expositions          |
| 8 mars 2014       | Maromme                 | France   | Espace Culturel Beaumarchais  |
| 13 mars 2014      | Le Cannet               | France   | La Paleste                    |
| 15 mars 2014      | Saint-Romain-de-Colbosc | France   | Le Siroco                     |
| 22 mars 2014      | Ath                     | Belgique | Le Palace d’Ath               |
| 1er avril 2014    | Rennes                  | France   | Le Liberté                    |
| 5 avril 2014      | Genlis                  | France   | Agora                         |
| 6 avril 2014      | Clermont-Ferrand        | France   | La Coopérative de Mai         |
| 15 avril 2014     | Valenciennes            | France   | Parc Lavoissier - Les Arènes  |
| 16 avril 2014     | Dunkerque               | France   | Kursaal Palais des Congrès    |
| 19 avril 2014     | Porrentruy              | Suisse   | Complexe 3D                   |
| 23 avril 2014     | Tours                   | France   | Centre des Congrès            |
| 27 avril 2014     | Clermont-Ferrand        | France   | La Coopérative de Mai         |
| 20 mai 2014       | Roissy-en-France        | France   | L'Orangerie                   |
| 21 mai 2014       | St-Claude               | France   | Palais des Sports             |
| 23 mai 2014       | Fontenay-Sous-Bois      | France   |                               |
| 31 mai 2014       | Vitry-sur-Seine         | France   |                               |
| 14 juin 2014      | Fontenay-lès-Briis      | France   |                               |
| 26 juin 2014      | Saint-Dizier            | France   | Parc du Jard                  |
| 27 juin 2014      | Genève                  | Suisse   |                               |
| 29 juin 2014      | Longuenesse             | France   |                               |
| 12 juillet 2014   | Jemeppe-sur-Sambre      | Belgique |                               |
| 13 juillet 2014   | Noyon                   | France   |                               |
| 15 juillet 2014   | Lunel                   | France   | Arène San Juan                |
| 18 juillet 2014   | Apt                     | France   | Cours Jean Giono              |
| 20 juillet 2014   | Sion                    | Suisse   | Stade de Tourbillon           |
| 24 juillet 2014   | Manosque                | France   | Parc de Drouille              |
| 26 juillet 2014   | Alès                    | France   | Le Bosquet d’Alès             |
| 2 août 2014       | Gravelines              | France   | Petit Fort Philippe           |
| 28 août 2014      | Narbonne                | France   |                               |
| 30 août 2014      | Pont à Mousson          | France   | Place Duroc                   |
| 9 septembre 2014  | Pau                     | France   |                               |
| 13 septembre 2014 | Thiais                  | France   |                               |
| Barrière Session  |                         |          |                               |
| 4 octobre 2014    | Enghien-les-Bains       | France   | Casino Barrière               |
| 5 octobre 2014    | Enghien-les-Bains       | France   | Casino Barrière               |
| 11 octobre 2014   | Le Touquet              | France   | Casino Barrière               |
| 12 octobre 2014   | Lille                   | France   | Casino Barrière               |
| 17 octobre 2014   | Bordeaux                | France   | Casino Barrière               |
| 24 octobre 2014   | Carry-le-Rouet          | France   | Casino Barrière               |
| 25 octobre 2014   | Carry-le-Rouet          | France   | Casino Barrière               |
| 1er novembre 2014 | Deauville               | France   | Casino Barrière               |
| 7 novembre 2014   | St-Malo                 | France   | Casino Barrière               |
| 8 novembre 2014   | Perros-Guirec           | France   | Casino Barrière               |
| 14 novembre 2014  | Ribeauville             | France   | Casino Barrière               |
| 15 novembre 2014  | Niederbronn             | France   | Casino Barrière               |
| 22 novembre 2014  | Jonzac                  | France   | Casino Barrière               |
| 23 novembre 2014  | Toulouse                | France   | Casino Barrière               |
| 29 novembre 2014  | Nice                    | France   | Casino Barrière               |

## L’Autre Tour (2019-2020)
Tournées par Amel Bent
Instinct Tour
(2013 - 2014) Vivante Tour
(2022)

### Description
En 2019, la chanteuse revient sur le devant de la scène après cinq ans d’absence.

### Dates[8],[9]
| Date             | Ville                 | Pays     | Lieu                           |
| ---------------- | --------------------- | -------- | ------------------------------ |
| 1er juin 2019    | Forges-les-Eaux       | France   | Espace des Forges              |
| 2 juin 2019      | Les Mureaux           | France   | Cosec Neruda                   |
| 5 juin 2019      | Lyon                  | France   | Bourse du Travail              |
| 13 juin 2019     | Marly                 | France   | Le Nec                         |
| 14 juin 2019     | Lille                 | France   | Théâtre Sebastopol             |
| 15 juin 2019     | Woincourt             | France   | Salle de spectacle Wim & Arts  |
| 18 juin 2019     | Toulouse              | France   | Théâtre Barrière               |
| 19 juin 2019     | Bordeaux              | France   | Théâtre Femina                 |
| 20 juin 2019     | Nantes                | France   | Cité des Congrès               |
| 22 juin 2019     | Fourmies              | France   | Fête de la Musique             |
| 23 juin 2019     | Tours                 | France   | Centre des Congrès             |
| 26 juin 2019     | Paris                 | France   | Le Grand Rex                   |
| 29 juin 2019     | Villiers-Le-Bel       | France   | Espace Marcel Pagnol           |
| 5 juillet 2019   | Trelaze               | France   | Parc du Vissoir                |
| 27 juillet 2019  | Carcassonne           | France   | Place Carnot                   |
| 5 octobre 2019   | Chateaubernard        | France   | Le Castel                      |
| 7 octobre 2019   | Paris                 | France   | Olympia                        |
| 10 octobre 2019  | Bruxelles             | Belgique | Cirque Royal de Bruxelles      |
| 11 octobre 2019  | Liège                 | Belgique | Théâtre Le Forum               |
| 12 octobre 2019  | Mons                  | Belgique | Théâtre Royal                  |
| 9 novembre 2019  | Saint-Martin-Boulogne | France   |                                |
| 17 novembre 2019 | La Grande Motte       | France   | Le Pasino                      |
| 18 décembre 2019 | Saint-Benoît          | France   | La Hune                        |
| 19 janvier 2020  | Poissy                | France   | Théâtre de Poissy              |
| 24 janvier 2020  | Blanc Mesnil          | France   | Théâtre Du Blanc Mesnil        |
| 25 janvier 2020  | Brunoy                | France   | Théâtre De La Vallée           |
| 26 janvier 2020  | Taverny               | France   |                                |
| 7 février 2020   | Auchel                | France   |                                |
| 8 février 2020   | Saint-Marcel          | France   |                                |
| 22 février 2020  | Tinchebray            | France   | Le Colys'haie                  |
| 7 mars 2020      | Guipry-Messac         | France   | Espace Claude Michel De Guipry |

## Vivante Tour (2022 - 2023)
Tournées par Amel Bent
L’Autre Tour
(2019 - 2020)

### Dates[10]
| Date                        | Ville                 | Pays     | Lieu                               |
| --------------------------- | --------------------- | -------- | ---------------------------------- |
| Partie 1 : Tournée Estivale |                       |          |                                    |
| 29 juin 2022                | Forges-les-Eaux       | France   | Espace des Forges                  |
| 3 juillet 2022              | Saint Dizier          | France   | Parc du Jard                       |
| 8 juillet 2022              | Berre-l'Étang         | France   | Parc Henri Fabre                   |
| 9 juillet 2022              | Champagnole           | France   | L’oppidum                          |
| 11 juillet 2022             | Saint-Raphaël         | France   | Agora - Palais des Congrès         |
| 13 juillet 2022             | Reims                 | France   | Place Roger Salengro               |
| 14 juillet 2022             | Anzin                 | France   | Festiv'Eté                         |
| 17 juillet 2022             | Carcassonne           | France   | Festival Off                       |
| 22 juillet 2022             | Penvénan              | France   | Port de Bugueles                   |
| 20 août 2022                | Brignoles             | France   | Jardin Suau                        |
| 21 août 2022                | Penthaz               | Suisse   | Venoge Festival                    |
| 27 août 2022                | Pamiers               | France   | Plateau du Castella                |
| Partie 2 : Tournée 2022     |                       |          |                                    |
| 23 septembre 2022           | Chauny                | France   |                                    |
| 24 septembre 2022           | Paris                 | France   | Dôme de Paris                      |
| 1er octobre 2022            | Locmine               | France   | La Maillette                       |
| 6 octobre 2022              | Châteauneuf-sur-Isère | France   | Palais Des Congrès sud Rhône Alpes |
| 7 octobre 2022              | La Grande Motte       | France   | Pasino                             |
| 8 octobre 2022              | Sanary-sur-mer        | France   | Théâtre Galli                      |
| 14 octobre 2022             | Le Mans               | France   | Palais des Congrès                 |
| 15 octobre 2022             | Le Havre              | France   | Carré Des Docks                    |
| 21 octobre 2022             | Saint Quentin         | France   | Le Splendid                        |
| 22 octobre 2022             | Margny-les-Compiègne  | France   | Le Tigre                           |
| 23 octobre 2022             | Amiens                | France   | Mégacité                           |
| 27 octobre 2022             | Clermont-Ferrand      | France   | Maison De Culture                  |
| 28 octobre 2022             | Sausheim              | France   | L'Eden                             |
| 29 octobre 2022             | Amneville             | France   | Seven Casino                       |
| 2 novembre 2022             | Lyon                  | France   | Le Radiant                         |
| 4 novembre 2022             | Annecy                | France   | L'Arcadium                         |
| 5 novembre 2022             | Genève                | Suisse   | Théâtre du Léman                   |
| 9 novembre 2022             | Saint-Raphaël         | France   | Esterel Arena                      |
| 10 novembre 2022            | Marseille             | France   | Le Silo                            |
| 13 novembre 2022            | Tours                 | France   | Palais Des Congrès                 |
| 18 novembre 2022            | Aulnay-Sous-Bois      | France   | Théâtre Jacques Prevert            |
| 19 novembre 2022            | Dole                  | France   | La Commanderie                     |
| 26 novembre 2022            | Bruxelles             | Belgique | Cirque Royal                       |
| 27 novembre 2022            | Lille                 | France   | Théâtre Sebastopol                 |
| 29 novembre 2022            | Bordeaux              | France   | Théâtre Fémina                     |
| 30 novembre 2022            | Toulouse              | France   | Casino Barrière                    |
| 3 décembre 2022             | Biarritz              | France   | La Gare Du Midi                    |
| 8 décembre 2022             | Niort                 | France   | L'Acclameur                        |
| 15 décembre 2022            | Vierzon               | France   | Théatre MAC NAB                    |
| 16 décembre 2022            | Nevers                | France   | Maison De La Culture               |
| 12 janvier 2023             | Lyon                  | France   | Halle Tony Garnier                 |
| 4 février 2023              | Aulnay-sous-bois      | France   | Théâtre Jacques Prévert            |
| 17 mars 2023                | Crosne                | France   | Espace René Fallet                 |
| 18 mars 2023                | Longjumeau            | France   | Théâtre De Longjumeau              |
| 22 septembre 2023           | Paris                 | France   | Zenith                             |